# Ulica Marszałkowska
Die Ulica Marszałkowska (anhörenⓘ) (deutsch: Marschallstraße) ist eine der wichtigsten Nord-Süd-Verkehrsadern in Warschau. Sie erstreckt sich über eine Länge von 3,8 Kilometern durch den gesamten Innenstadtbezirk und verläuft in einem Abstand von rund 600 Metern westlich parallel zum ehemaligen Königstrakt. Bis zum Zweiten Weltkrieg, in dem sie großteils zerstört wurde, war sie die wichtigste Geschäftsstraße der Stadt.

## Geschichte
Ursprünglich befand sich hier ein Weg zum ehemaligen Dorf Rakowiec, der bis zur heutigen Ulica Sienkiewicza reichte und die Hauptstraße der Juridika Bielino (seit 1757) bildete. Die Straße war damals als Ulica Otwocka und auch als Ulica Bielińska bekannt.
Bis 1770 wurde die Straße zum heutigen Plac Unii Lubelskiej verlängert, im selben Jahr erhielt sie ihren jetzigen Namen, der sich auf ihren Erbauer, Franciszek Bieliński, bezieht und nicht – wie häufig angenommen – auf den Marschall Józef Piłsudski. Seit 1777 fanden bis zum Bau der Pferderennbahn Pole Mokotowskie auch Pferderennen auf der Marszałkowska statt.
Der erste Abschnitt der Straße wurde im 18. Jahrhundert bebaut, die Hauptbebauung erfolgte jedoch erst im Laufe des 19. Jahrhunderts. Johann Christian Schuch schuf etwa zur Jahrhundertwende zwei sternförmige Plätze: der Plac Zbawiciela mit der heute hier stehenden Kirche des Heiligen Erlösers (poln. Kościół Najświętszego Zbawiciela) sowie der Plac Unii Lubelskiej. Nach 1870 war die Marszałkowska als Zentrum des Handels die verkehrsreichste Straße der Stadt. Zu Beginn des Zweiten Weltkrieges wurde die Bebauung bereits teilweise, bei den Kämpfen im Rahmen des Warschauer Aufstands dann fast komplett zerstört. Während der deutschen Besatzungszeit hieß sie (ab 1940) Marschallstraße.
Nach dem Krieg wurde die Marszałkowska in Richtung Żoliborz trassiert und auf durchgängig zwei Fahrspuren verbreitert. Direkt nach Kriegsende entstandene Basar-Flachbauten wurden Anfang der 1950er Jahre wieder abgerissen. In einer ersten Bauetappe wurde bis 1955 das MDM-Viertel errichtet, durch das die Marszałkowska ab der Ulica Wilcza bis zum Plac Unii Lubelskiej führt. In derselben Zeit entstand der im Westen an die Marszałkowska angrenzende Plac Defilad, der sich vor dem Kulturpalast ausbreitet.
In den Jahren 1957 bis 1960 entstanden moderne Wohnhäuser und Geschäfte an der Straße und die wenig noch vorhandene Bausubstanz – vor allem im Mittelteil der Straße – wurde saniert. 1958 wurde die an der Ulica Nowogrodzka liegende Endstation (Warszawa Marszałkowska) der Warszawska Kolej Dojazdowa aufgegeben. Von 1961 bis 1968 wurde die sogenannte “Ostwand” mit ihren Einkaufszentren und Hochhäusern errichtet. Nach der Wende entstanden dann vor allem im Bereich der querenden Ulica Królewska moderne Bürobauten, die vorwiegend von Banken genutzt werden.
Die Linie 1 der Metro Warschau wird entlang der Marszałkowska geführt, hier gibt es die Stationen Centrum (an der Kreuzung mit der Aleje Jerozolimskie), Świętokrzyska sowie Ratusz Arsenał (bereits am Plac Bankowy). An den Ecken zur Świętokrzyska entstehen der Neubau des Museums für Moderne Kunst nach einem Entwurf von Christian Kerez sowie das Bürohochhaus Central Point. Ebenfalls hier kreuzt die Linie 2 der Metro (West-Ost-Richtung) die Linie 1 (Nord-Süd-Verlauf).

### Historische Ansichten

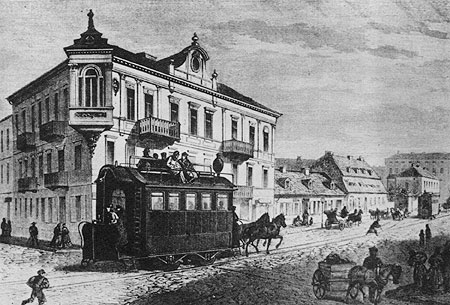
Stich nach einem Gemälde von Wojciech Gerson (1867): Kreuzungsbereich Marszałkowska/Świętokrzyska, Blick Richtung Süden
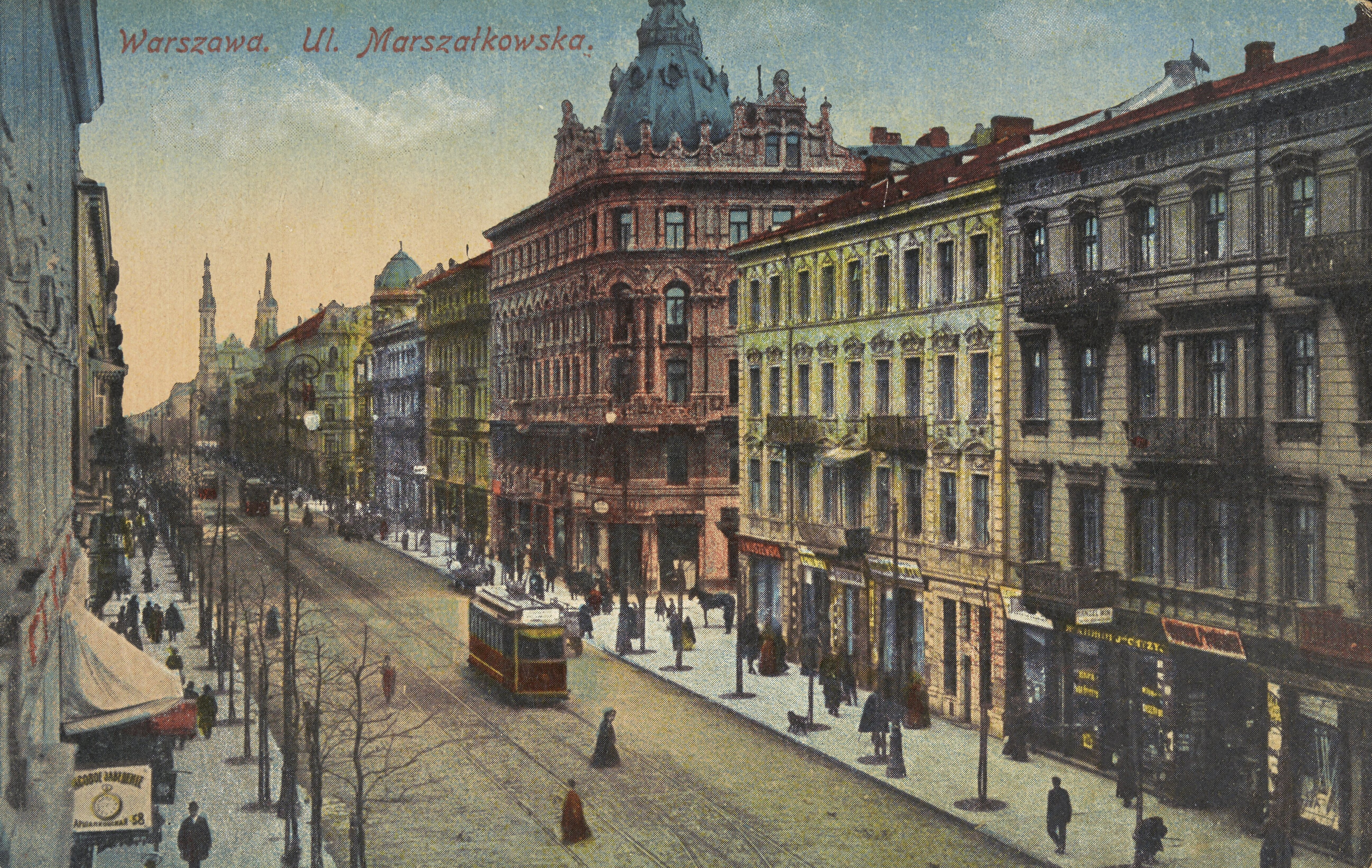
Postkarte (1912): Kreuzung von Marszałkowska/Piękna, Blick Richtung Süden
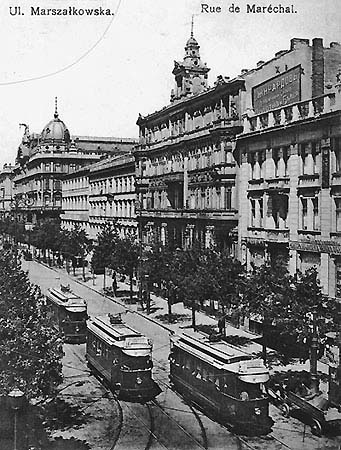
Postkarte (vor 1914): Kreuzung von Marszałkowska/Złota, Blick Richtung Norden
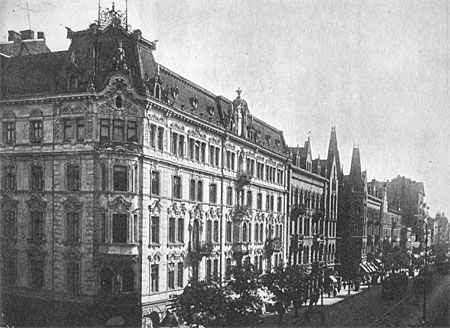
Postkarte (1914): Kreuzung Marszałkowska/Hoża, Blick Richtung Süden
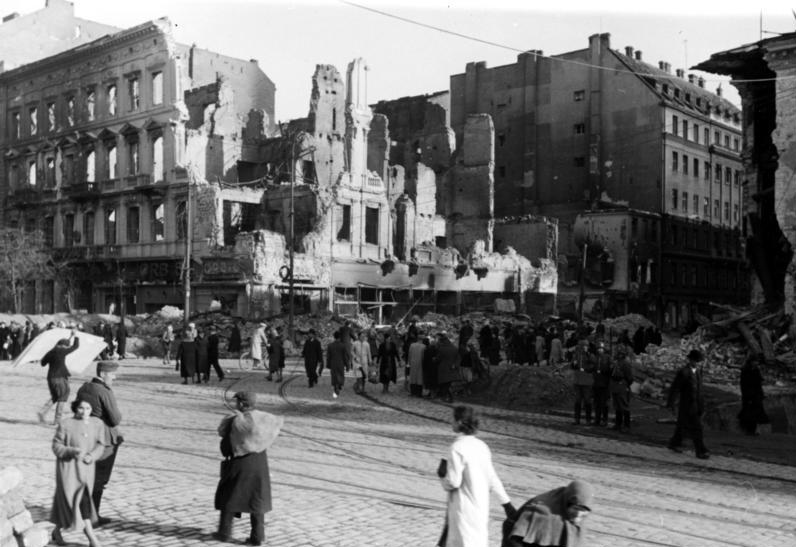
Aufnahme (November 1939): Während des Angriffs auf Warschau zerstörte Gebäude an der Kreuzung Marszałkowska/Aleje Jerozolimskie

## Seitenstraßen und Plätze
Die Marszałkowska verläuft weitgehend gerade, nur zwischen dem Plac Bankowy und der Ulica Królewska kommt es an der ehemaligen Żelazna Brama und dem Sächsischen Garten zu einer leichten Kurvenbildung. Am Plac Bankowy leitet die Marszałkowska im Norden in die Ulica Generała Władysława Andersa und am Plac Unii Lubelskiej im Süden in die Ulica Puławska (bzw. – da Einbahnstraßensystem – bereits am Plac Konstytucji in die Ulica Waryńskiego) über.

### Ostseite der Straße (von Süden nach Norden)
- Plac Unii Lubelskiej
- Ulica Emila Zoli
- Ulica Litewska
- Aleja Armii Ludowej (Unterführung)
- Plac Zbawiciela
- Plac Konstytucji
- Ulica Koszykowa
- Ulica Piękna
- Ulica Wilcza
- Ulica księdza Jana Skorupki
- Ulica Hoża
- Ulica Wspólna
- Ulica Żurawia
- Ulica Nowogrodzka
- Rondo Romana Dmowskiego
- Aleje Jerozolimskie
- Ulica Widok
- Ulica Złota (Unterführung)
- Ulica Henryka Sienkiewicza
- Ulica Świętokrzyska
- Ulica Rysia
- Ulica Królewska
- Ulica Senatorska
- Plac Bankowy

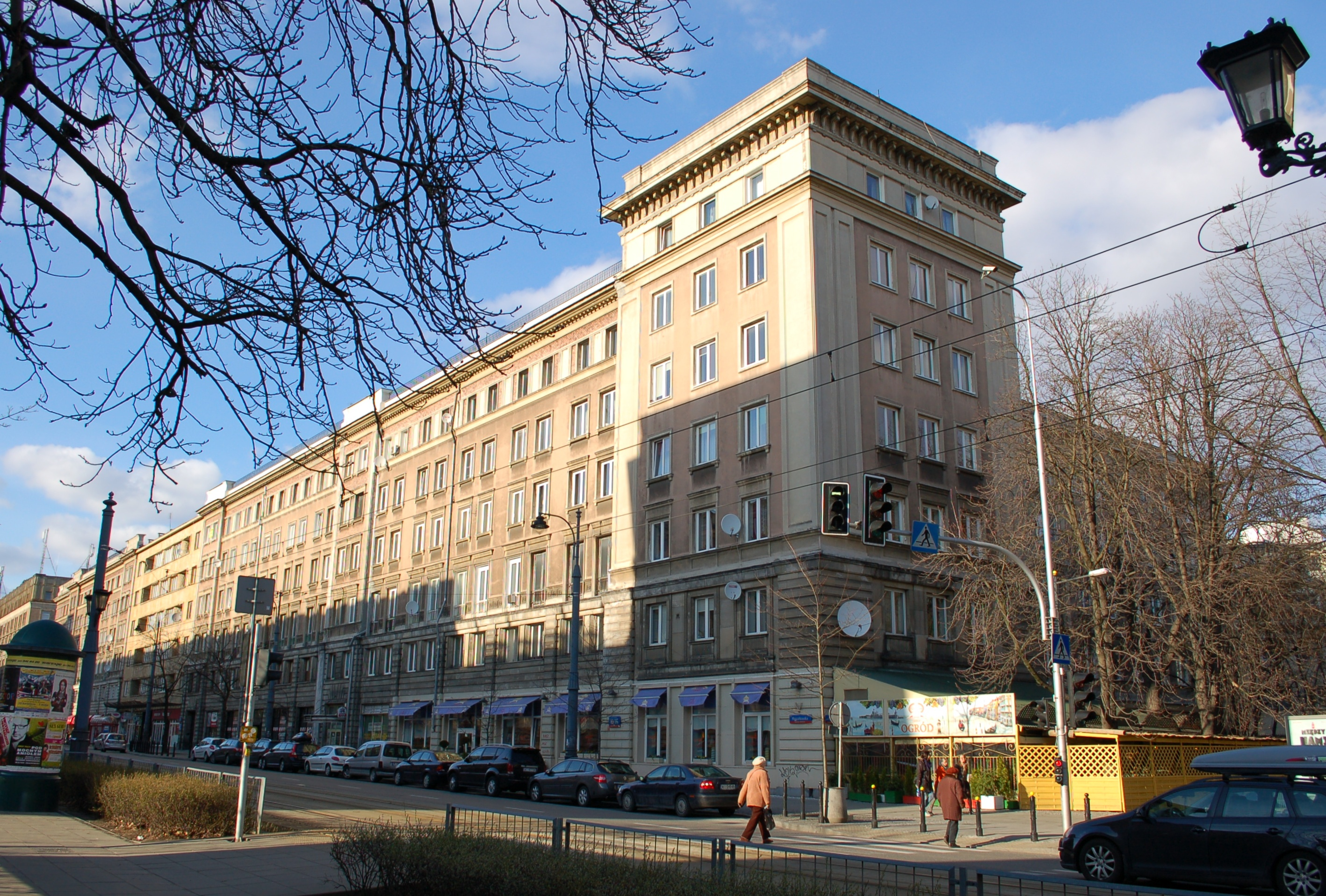
Restaurant “Venezia” in der Marszałkowska 10/16
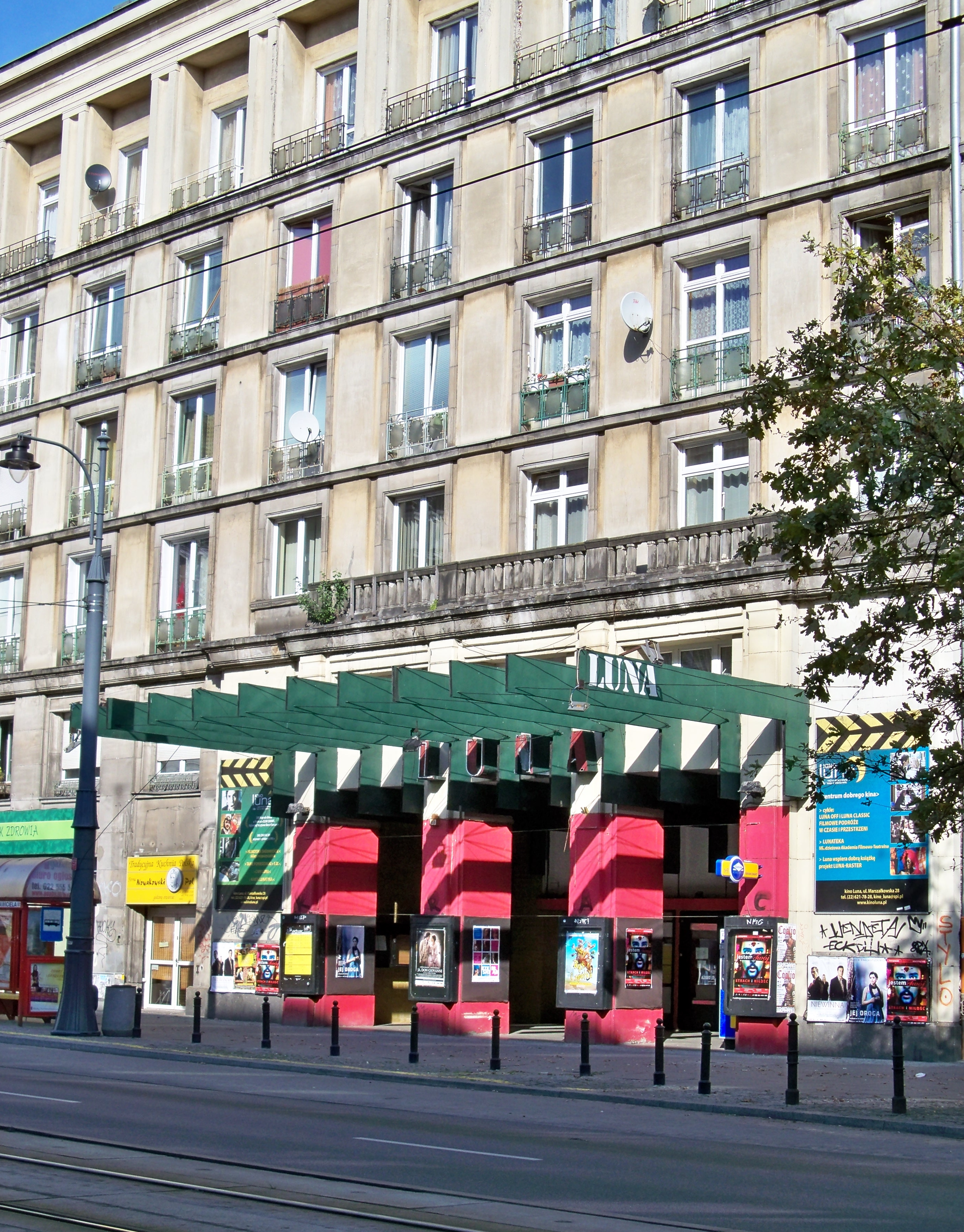
Kino “Luna” in der Marszałkowska 28
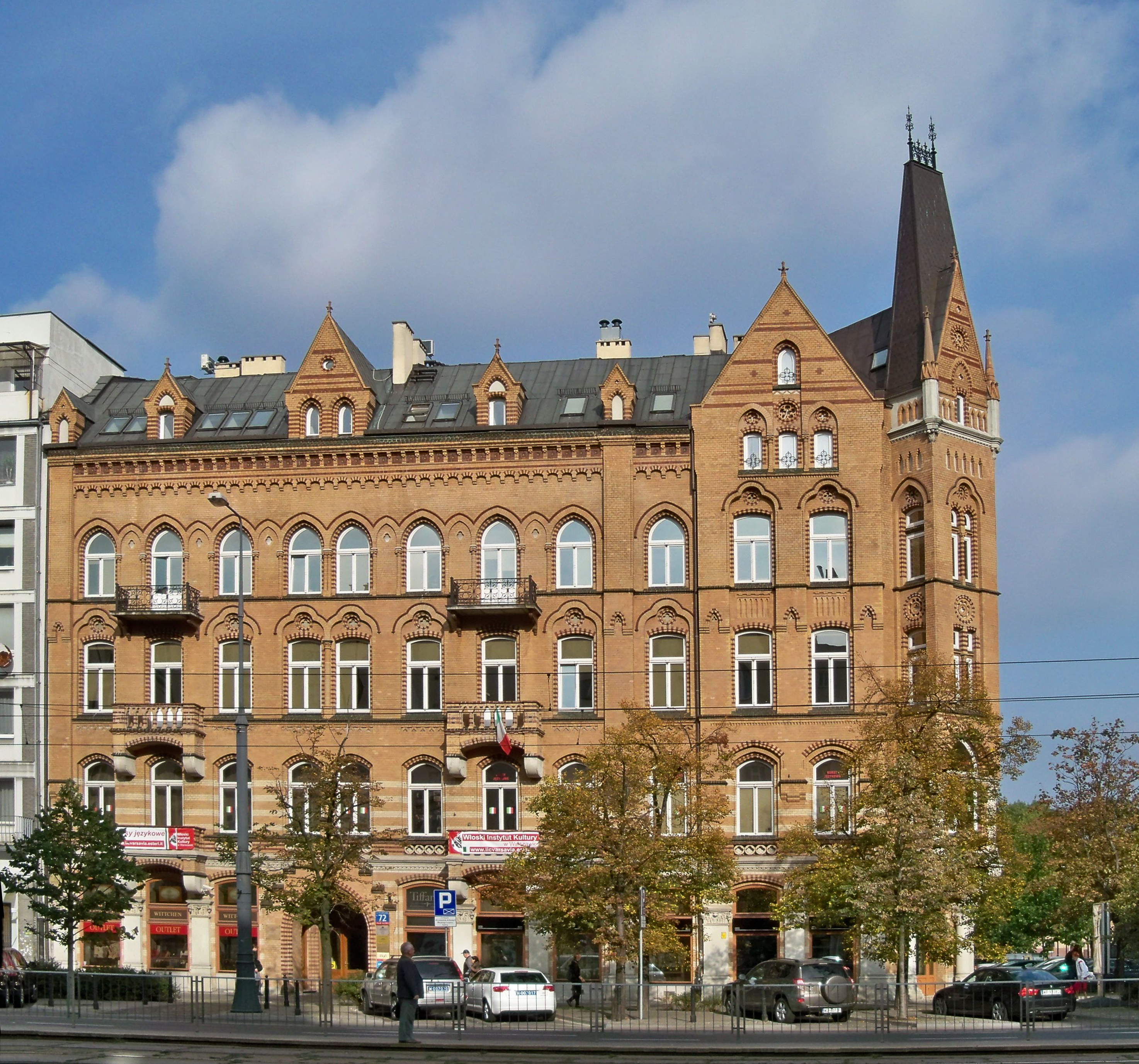
Das neogotische Taubenhaus-Gebäude von 1898 in der Marszałkowska 72
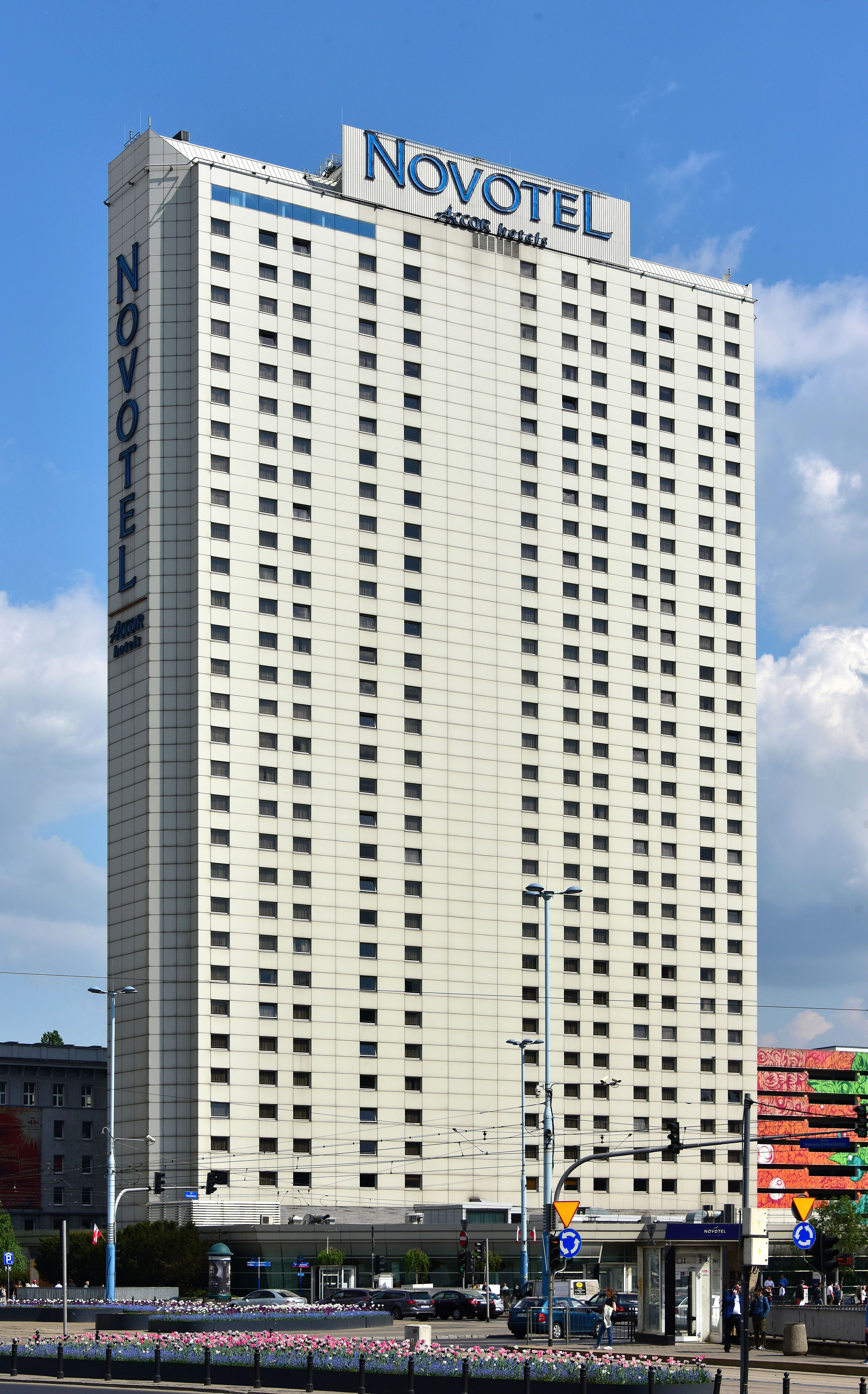
Novotel-Hotel am Rondo, vormals Forum-Hotel
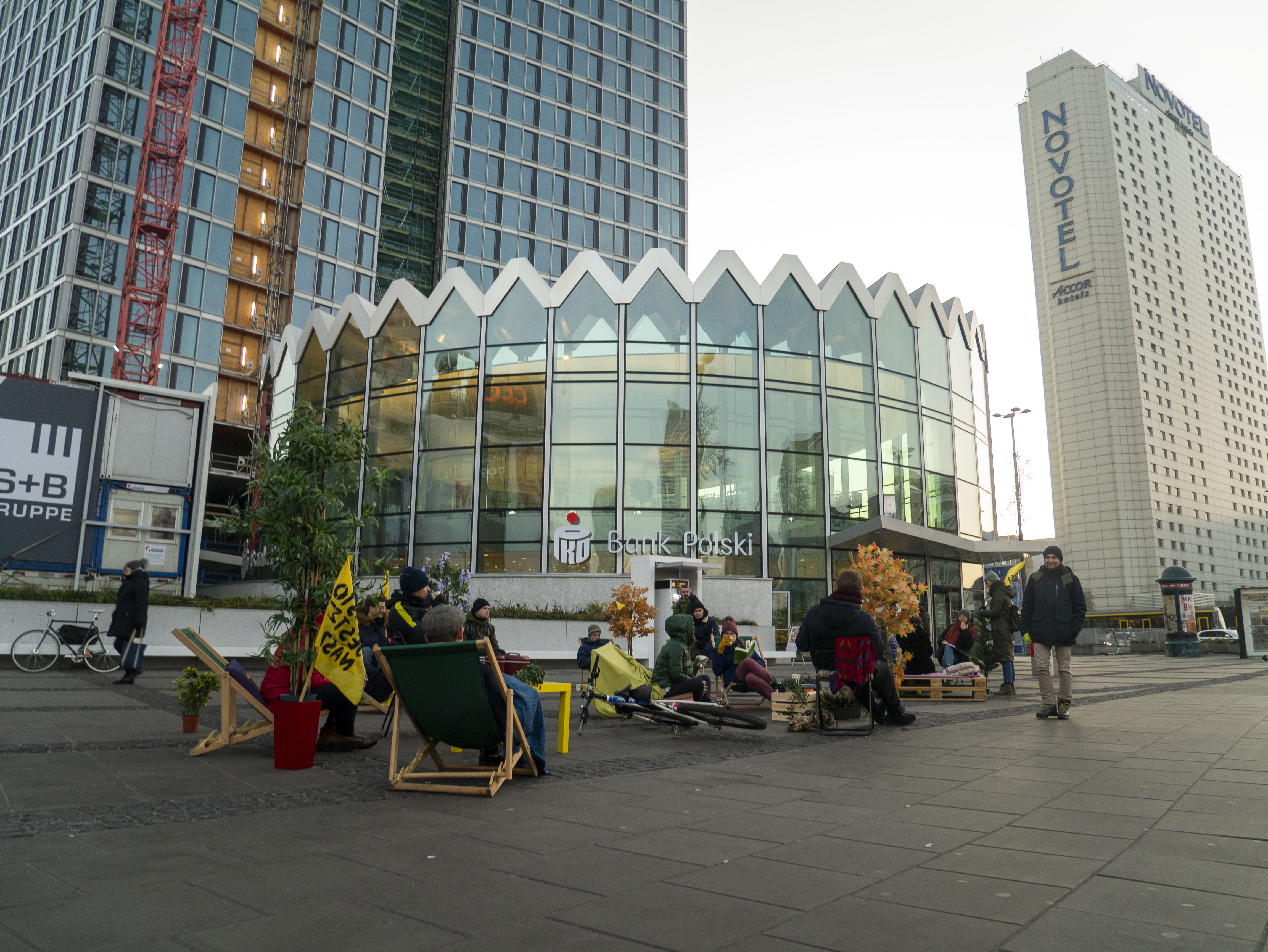
PKO-Rotunda am Rondo Dmowskiego
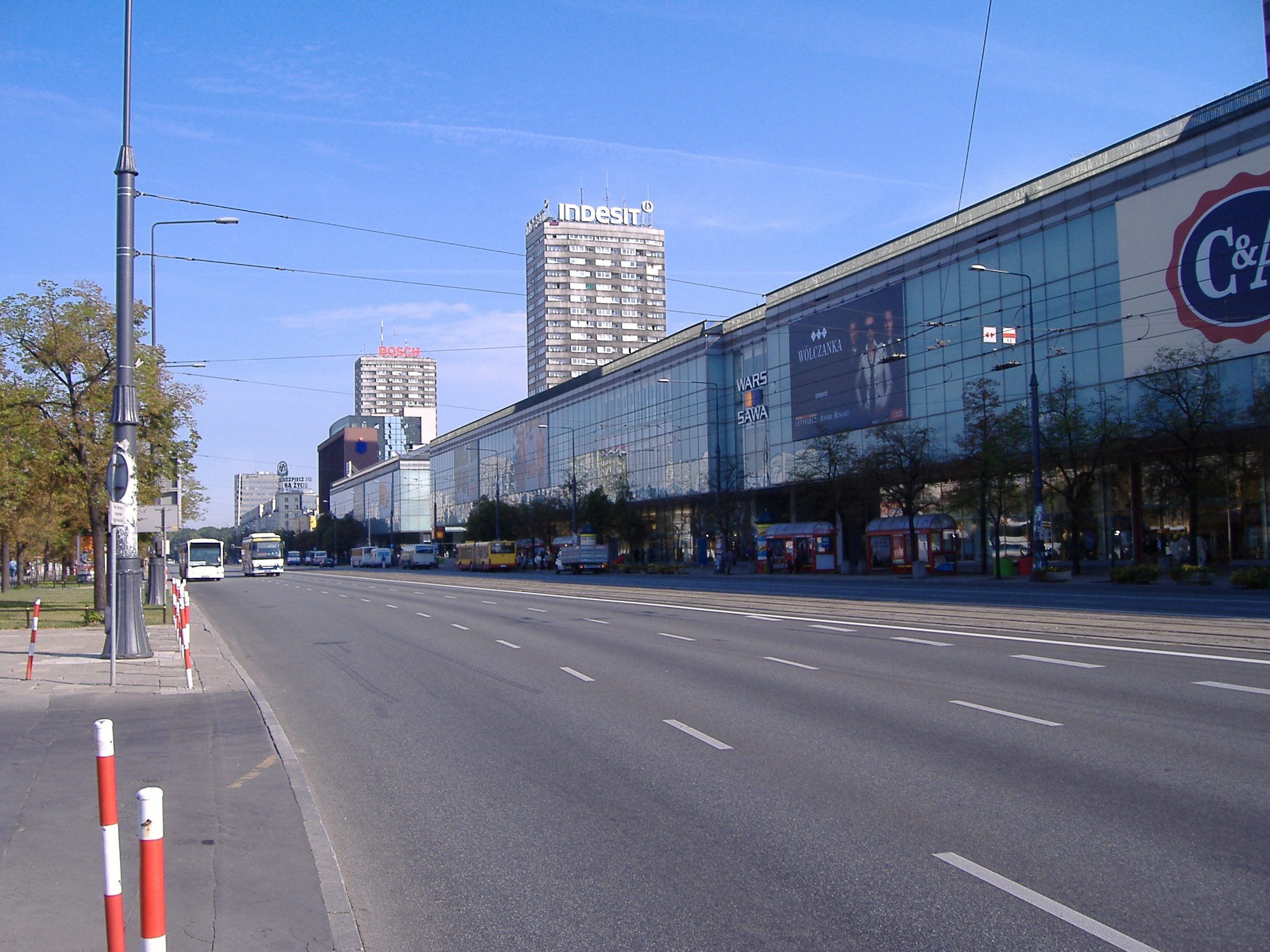
Die “Ostwand” mit ihren modernen Kaufhäusern

### Westseite der Straße (von Süden nach Norden)
- Plac Unii Lubelskiej
- Ulica Oleandrów
- Aleja Armii Ludowej (Unterführung)
- Plac Zbawiciela
- Plac Konstytucji
- Ulica Koszykowa
- Ulica Wilcza
- Ulica Hoża
- Ulica Wspólna
- Ulica Żurawia
- Ulica Nowogrodzka
- Rondo Romana Dmowskiego
- Ulica Złota (Unterführung)
- Ulica Świętokrzyska
- Ulica Królewska
- Ulica Elektoralna
- Plac Bankowy

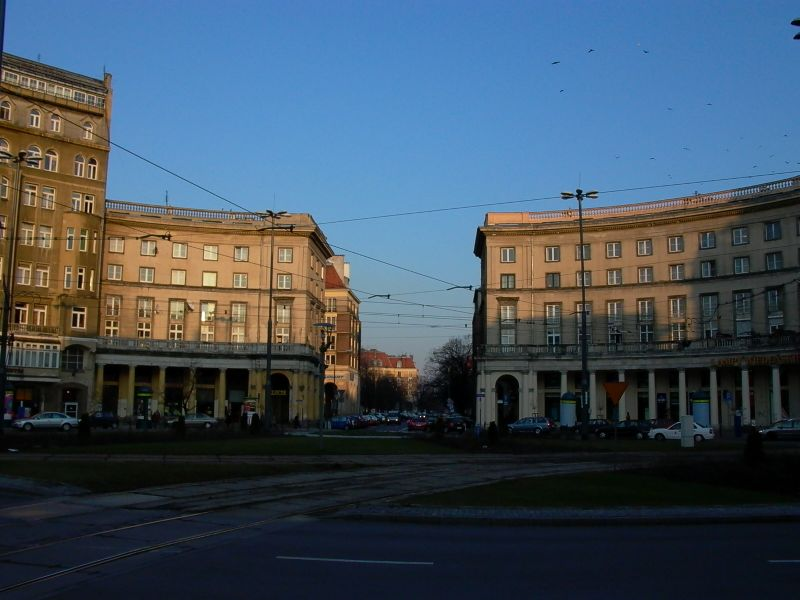
Die Aleja Wyzwolenia, die vom Plac Zbawiciela abgeht
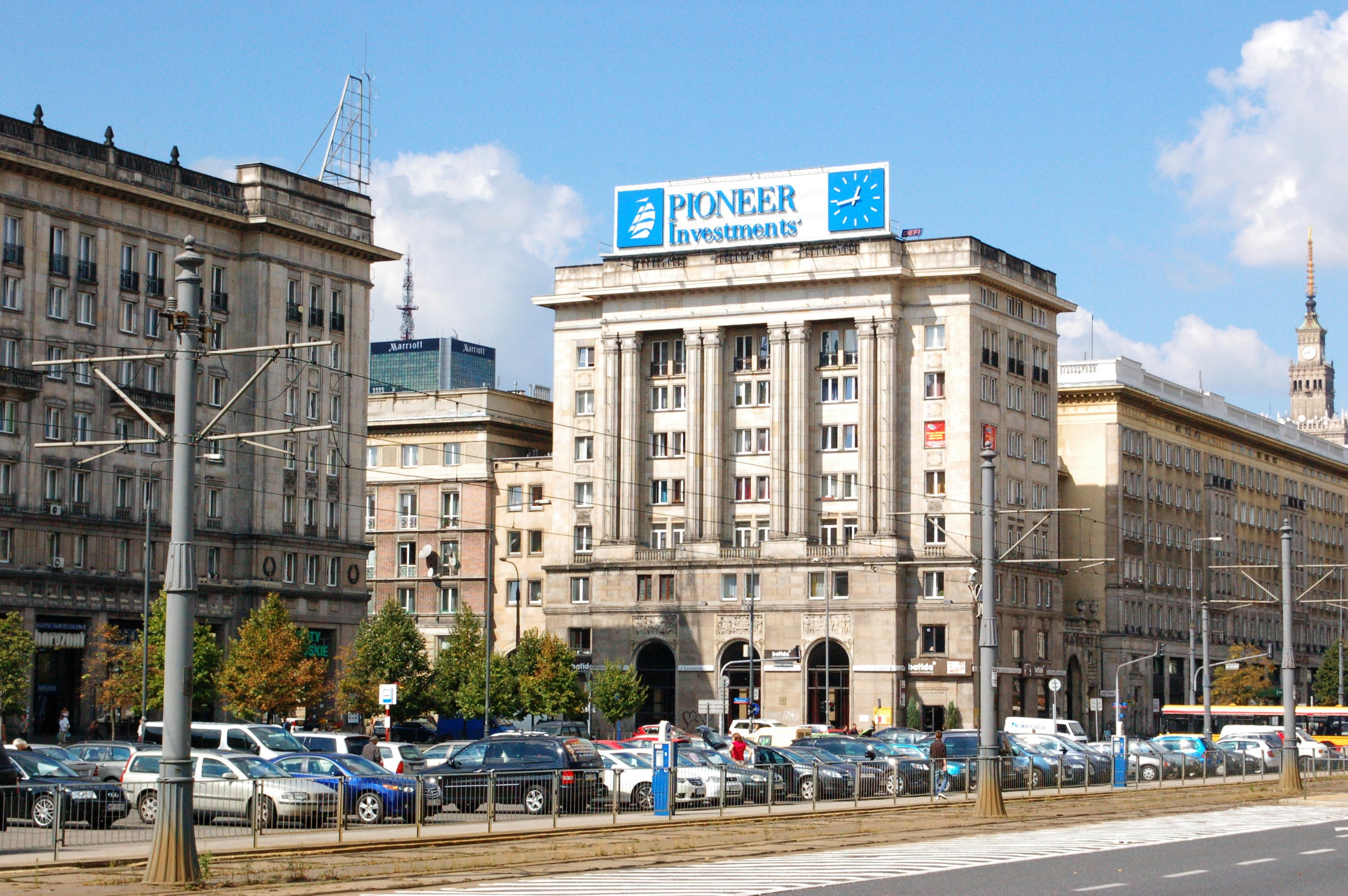
Gebäude am Plac Konstytucji
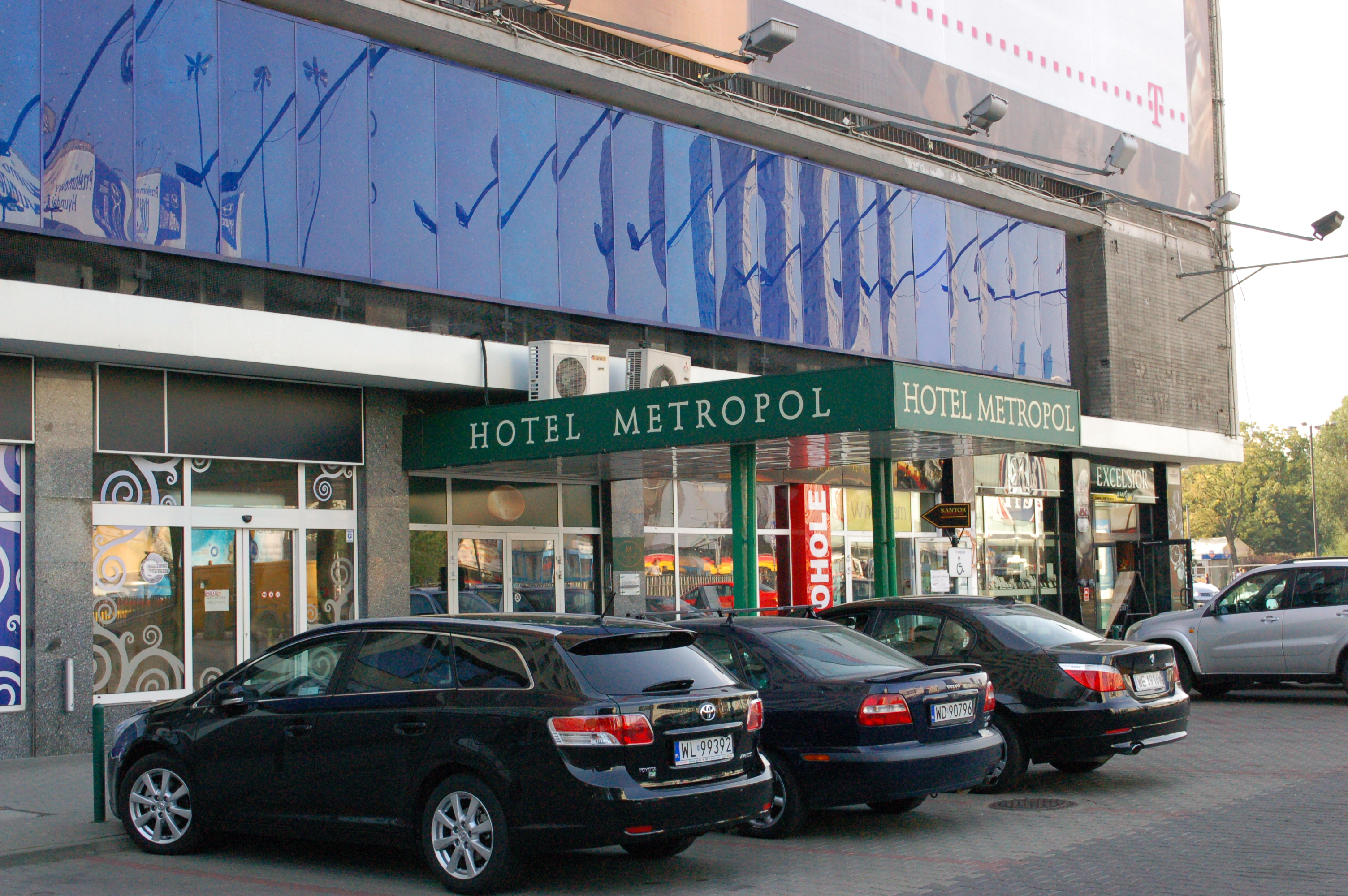
Das “Metropol”-Hotel in der Marszałkowska 99A
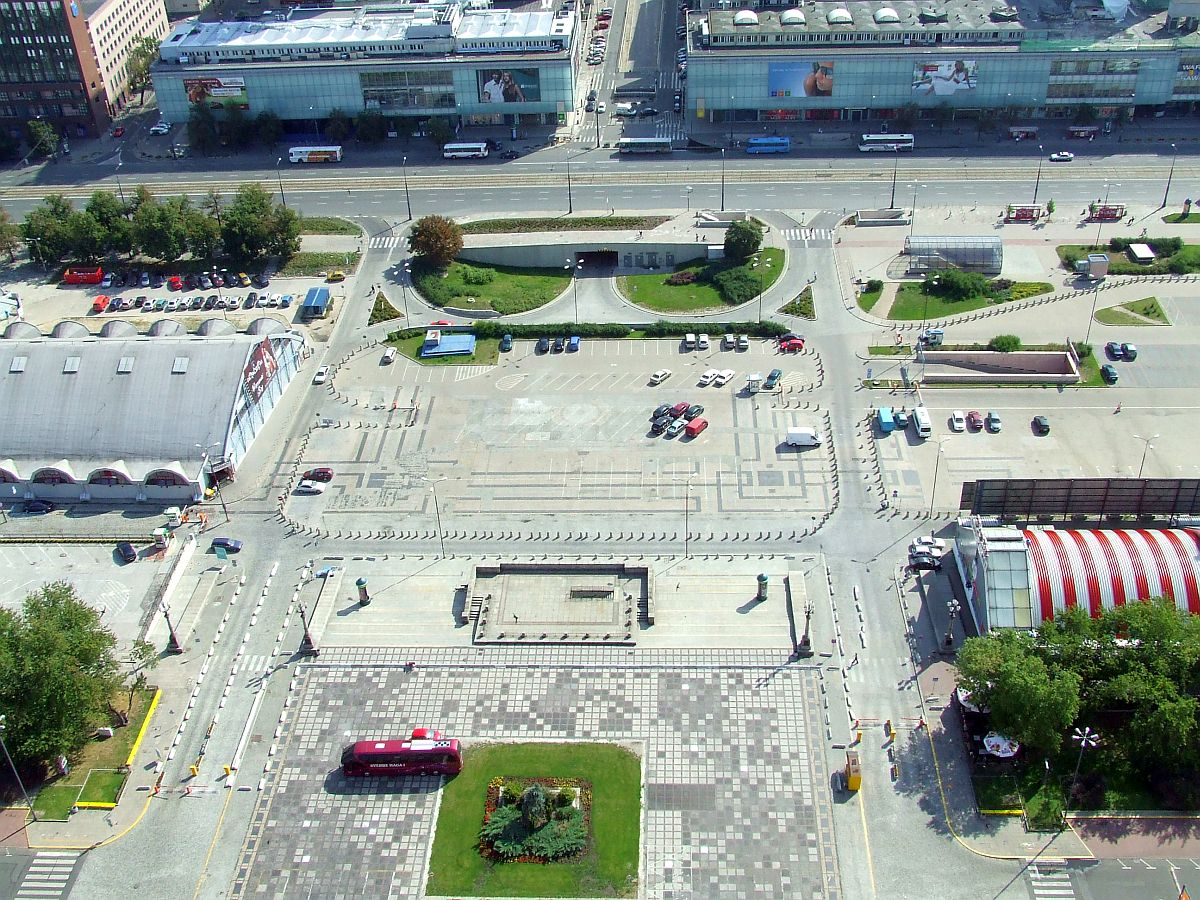
Blick vom Kulturpalast auf den Plac Defilad. Am oberen Bildrand ist die hinter der Marszałkowska liegende “Ostwand” erkennbar
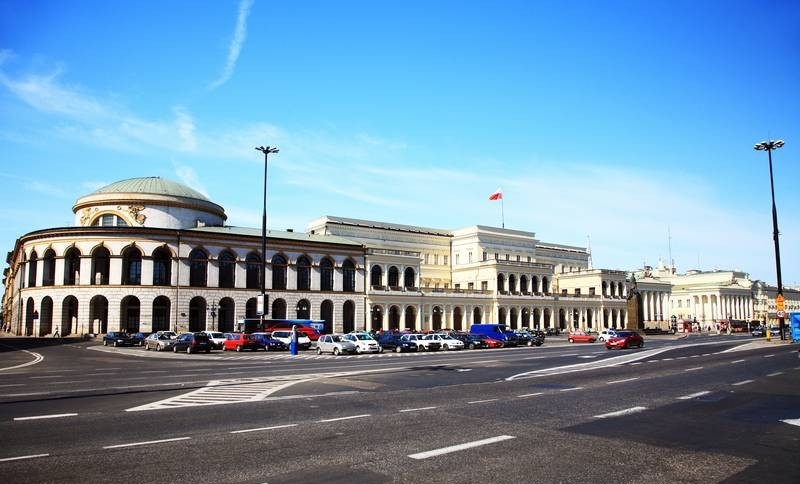
Ehemalige Börse und Nationalbank am Plac Bankowy